# Crantenoy
Crantenoy ist eine französische Gemeinde mit 147 Einwohnern (Stand: 1. Januar 2022) im Département Meurthe-et-Moselle in der Region Grand Est (bis 2015 Lothringen). Die Gemeinde gehört zum Arrondissement ancy und zum Gemeindeverband Pays du Saintois. 

## Geografie
Crantenoy liegt im Osten der Landschaft Saintois, etwa 28 Kilometer südlich von Nancy. Umgeben wird Crantenoy von den Nachbargemeinden Ormes-et-Ville im Norden, Saint-Remimont im Nordosten, Laneuveville-devant-Bayon im Osten, Leménil-Mitry im Südosten, Vaudeville im Süden und Westen sowie Haroué im Nordwesten.

## Geschichte
Als 1987 die Gemeinde Les Mesnils-sur-Madon aufgelöst wurde und die Gemeinden Ormes-et-Ville und Vaudigny selbständig wurden, entstand auch die Gemeinde Crantenoy aus dem verbliebenen Teil.

## Bevölkerungsentwicklung
| Jahr                       | 1962 | 1968 | 1975 | 1982 | 1990 | 1999 | 2006 | 2019 |
| Einwohner                  | 81   | 113  | 290  | 308  | 104  | 106  | 126  | 158  |
| Quellen: Cassini und INSEE |      |      |      |      |      |      |      |      |

## Sehenswürdigkeiten
- Kirche Sainte-Menne aus dem 18. Jahrhundert

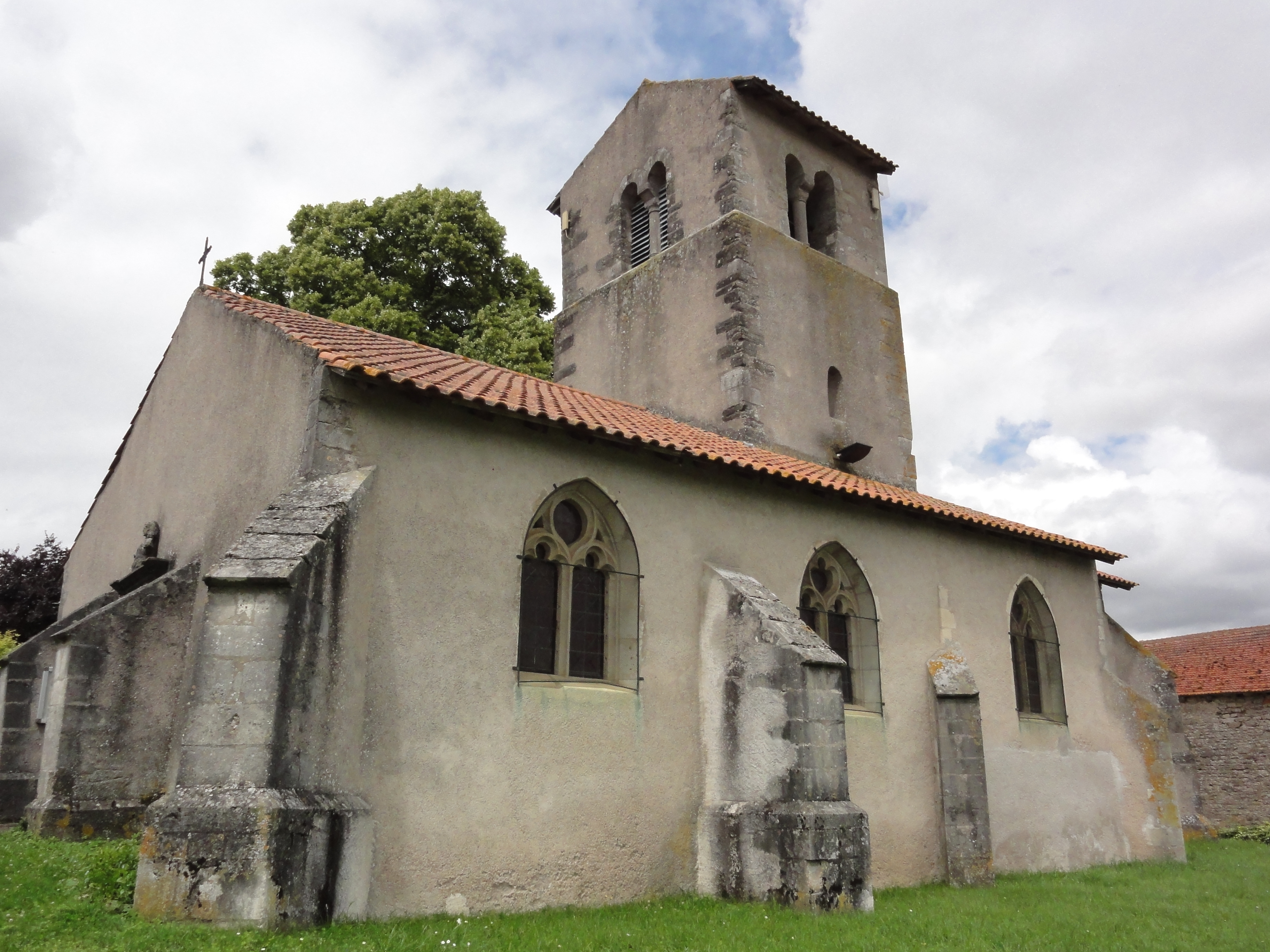
Kirche Sainte-Menne

- Schloss